# FC Ararat Moscú
El FC Ararat Moscú (en armenio: «Արարատ Մոսկվա» ՖԱ, en ruso: ФК «Арарат» Москва) fue un club de fútbol ruso de la ciudad de Moscú. Fue fundado en 2017 y representa a la diáspora armenia en Moscú. El nombre del club está inspirado en el histórico club soviético y armenio Ararat Ereván. Tras negársele la licencia para competir en la Liga Nacional de Fútbol de Rusia, el club fue reubicado en Armenia, donde recibió una licencia para jugar en la Liga Premier.

## Historia
El club fue fundado el 31 de marzo de 2017 con el apoyo de la Asociación Armenia de la Juventud de Moscú. El 30 de mayo de 2017, el club recibió la licencia de la Unión de Fútbol de Rusia para participar en la temporada 2017-18 de la Segunda División de Rusia y sorprendieron al firmar al delantero internacional Roman Pavlyuchenko. Pronto se unieron al Ararat otros exjugadores del equipo nacional como Marat Izmailov y Aleksei Rebko.
El equipo se proclamó campeón en la Segunda División de Rusia, del grupo «Centro», aventajando en 16 puntos al Energomash Belgorod, segundo clasificado. Sin embargo, se negó el certificado para la siguiente temporada que debía competir en la Liga Nacional de Fútbol de Rusia y el club se trasladó a Armenia en mayo de 2018, donde sí recibió una licencia para jugar en la Liga Premier de la temporada 2018-19.